# DATE BIKE
DATE BIKE（ダテバイク）は、宮城県仙台市にて展開しているコミュニティサイクル事業。実施主体は仙台市、運営はドコモ・バイクシェアが行う。2022年11月現在、ポート数は121ヵ所、自転車台数は約940台となっている。

## 利用料金
利用料金は会費制となっており、以下のようになっている。支払いは、クレジットカードまたはドコモ払い。このほか、有人窓口などでは1日パスや学生パス、午後パスの販売があり、こちらは現金あるいは交通系ICカードで支払うことができる。

### 1回会員
- 基本料：0円/月
- 最初の60分：165円/回
- 延長料金：165円/30分毎
延長料金は、1回の利用が60分を超過した場合に限り請求される。

### 月額会員
- 基本料：3,300円/月
- 最初の30分：0円/回
- 延長料金：165円/30分毎
延長料金は、1回の利用が30分を超過した場合に限り請求される。

## 利用方法
専用の駐輪場（以下、ポート）から、自転車を1台レンタルし、利用することができる仕組みとなっている。携帯電話からの事前登録が必要となっている。
返却する際は、利用を開始したポートでなくとも、DATE BIKE用のポートであればどこへでも返却可能である。
利用開始時、及び一時駐輪時の解錠には、4桁のパスコードの入力が必要である。2014年11月より、FeliCaによる解錠に対応した自転車が登場し、パスコードの入力を、ICカードや携帯電話をかざすことで代替可能となった。
2023年9月より仙台市東部沿岸部で展開している「海手サイクル」とのエリアをまたいでの返却はできない。

### 利用時間
サービス開始当初は8時～21時だったが、現在は原則として24時間利用可能。ただし、一部の公共施設等に設置されるポートでは、深夜営業をしないものも存在する。

### 自転車
ポートに止められている自転車は、全て20インチ式の電動アシスト自転車となっている。かつて南町通りに所在したDATE BIKEサービスステーションにおいては、幼児用座席を2つ取り付けた3人乗り電動アシスト自転車と、折り畳み自転車（電動アシスト機能なし）を利用することも可能であった。

### ポート
仙台市都心部を中心に、北は北仙台付近、南は長町付近、西は青葉山の東側、東は卸町付近までエリアを展開する。以下のポートが設置されている。

## 沿革

### 前史
仙台市都心部において、自転車を重要な交通手段のひとつと位置付けた仙台市は、2010年11月1日から11月30日までの1ヵ月間、せんだいコミュニティサイクル社会実験を実施。この実験をもとに、コミュニティサイクル事業の運営企業を募集することとなった。

### 本史
2012年10月30日、仙台市はNTTドコモとコミュニティサイクル運営事業に関する基本協定を締結。NTTドコモとしては、横浜市・東京都江東区に続く3例目の事業となった。期間は4年間。2013年3月16日より、12のポート・自転車100台という規模で事業を開始。2014年10月には27ポート・145台、2015年6月には38ポート・195台、2022年11月には121ポート・940台と、徐々に規模を拡大している。会員数は、2014年10月時点で約13,400人、2015年6月時点で約17,000人となっている。
2020年10月1日には、自転車の回転率向上やメンテナンス費用の確保を目的に延長料金を110円/30分から165円/30分に引き上げた。
2023年ごろより、返却自転車の数が駐輪台数を大幅に上回る事案が発生するようになり、2024年6月より一部ポートで返却制限が実施されるようになった。

### 年表
- 2010年11月 - 仙台市、せんだいコミュニティサイクル社会実験を実施。
- 2012年
  - 7月 - 仙台市、コミュニティサイクル事業の運営企業を募集開始。
  - 10月30日 - NTTドコモと基本協定を締結。
- 2013年
  - 3月16日 - DATE BIKE開始。
  - 9月 - 東口エリアにポートを新設[15]。
- 2014年
  - 2月20日 - 五橋エリアにポートを新設[16]。
  - 3月 - 北仙台エリアにポートを新設[17]。
  - 10月18日 - 広瀬川エリアにポートを新設[18]。
  - 11月12日 - FeliCa対応自転車導入[3]。
- 2015年
  - 2月2日 - NTTドコモが中心となり、新会社ドコモ・バイクシェアを設立[19]。運営を新会社に移管。
  - 3月14日 - 18日
第3回国連防災世界会議開催に合わせ、会議参加者にレンタサイクルを無料で提供[20]。移動の足として利用された一方で、利用時間が限られていたことによって最大限活用されないケースも目立った。
  - 4月1日 - 6月7日
シルク・ドゥ・ソレイユ ダイハツ オーヴォ仙台公演に合わせて、ダイハツオーヴォ臨時ポートを設置[21]。
  - 9月19日 - 9月23日
ARASHI BLAST in MIYAGI開催に合わせ、岩切駅前とひとめぼれスタジアム宮城前に臨時出張ポートを開設[22]。利用は当該区間のみに限られ、片道500円（1時間）とした。
- 2016年8月10日 - 若林区・薬師堂エリアへ事業拡大[23]。
- 2018年9月18日 - 太白区・長町エリアへ事業拡大[24]。
- 2021年10月1日 - 利用料金体系を改定[12][25]。
- 2023年
  - 4月1日 - 月額利用料金を改定[26][27]。
  - 9月1日 - 1日パス、学生パス、午後パスの3つのプランの料金を改定[28]
- 2024年
  - 6月1日 - 一部ポートにて返却制限を開始[14][29]。